# Faune endémique de Rodrigues
Voici une liste des espèces animales endémiques de Rodrigues, dont les noms scientifiques sont classés selon l'ordre alphabétique.
Attention, cette liste n'est pas exhaustive et demande à être complétée.
| Nom scientifique           | Classe          | Nom vernaculaire          | Statut UICN                     |
| -------------------------- | --------------- | ------------------------- | ------------------------------- |
| Acrocephalus rodericanus   | Oiseau          | Fauvette de Rodrigues     | En danger d'extinction          |
| Alectroenas rodericana     | Oiseau          | Founingo de Rodrigues     | Éteint                          |
| Aphanapteryx leguati       | Oiseau          | Râle de Rodrigues         | Éteint                          |
| Athene murivora            | Oiseau          | Chevêche de Rodrigues     | Éteint                          |
| Foudia flavicans           | Oiseau          | Foudi de Rodrigues        | Vulnérable                      |
| Mascarenotus murivorus     | Oiseau          |                           | Éteint                          |
| Necropsar rodericanus      | Oiseau          |                           | Éteint                          |
| Necropsittacus rodericanus | Oiseau          | Perroquet de Rodrigues    | Éteint                          |
| Nycticorax megacephalus    | Oiseau          | Bihoreau de Rodrigues     | Éteint                          |
| Pezophaps solitaria        | Oiseau          | Solitaire de Rodrigues    | Éteint                          |
| Psittacula exsul           | Oiseau          | Perruche de Newton        | Éteint                          |
| Cylindraspis peltastes     | Reptile         |                           | Éteint                          |
| Cylindraspis vosmaeri      | Reptile         |                           | Éteint                          |
| Phelsuma edwardnewtoni     | Reptile         | Gecko diurne de Rodrigues | Éteint                          |
| Pomacentrus rodriguensis   | Actinoptérygien | Demoiselle de Rodrigues   |                                 |
| Euploea desjardinsii       | Lépidoptère     |                           | En danger critique d'extinction |
| Miagrammopes gulliveri     | Arachnida       |                           |                                 |
| Oxyopes extensipes         | Arachnida       |                           |                                 |
| Schizomus tenuipes         | Arachnida       |                           |                                 |
| Schizomus virescens        | Arachnida       |                           |                                 |
| Tetragnatha nero           | Arachnida       |                           |                                 |
| Pteropus rodricensis       | Mammifère       | Roussette de Rodrigues    | En danger critique d'extinction |